# 秋田県民会館
秋田県民会館（あきたけんみんかいかん）は秋田県秋田市千秋明徳町にあった多目的ホールである。指定管理者として一般財団法人秋田県総合公社が運営を行っていた。
閉館後は跡地にあきた芸術劇場ミルハスが整備され、当館と秋田市文化会館の機能を統合した施設として2022年（令和4年）6月に開館、同年9月にグランドオープンした。

## 概要

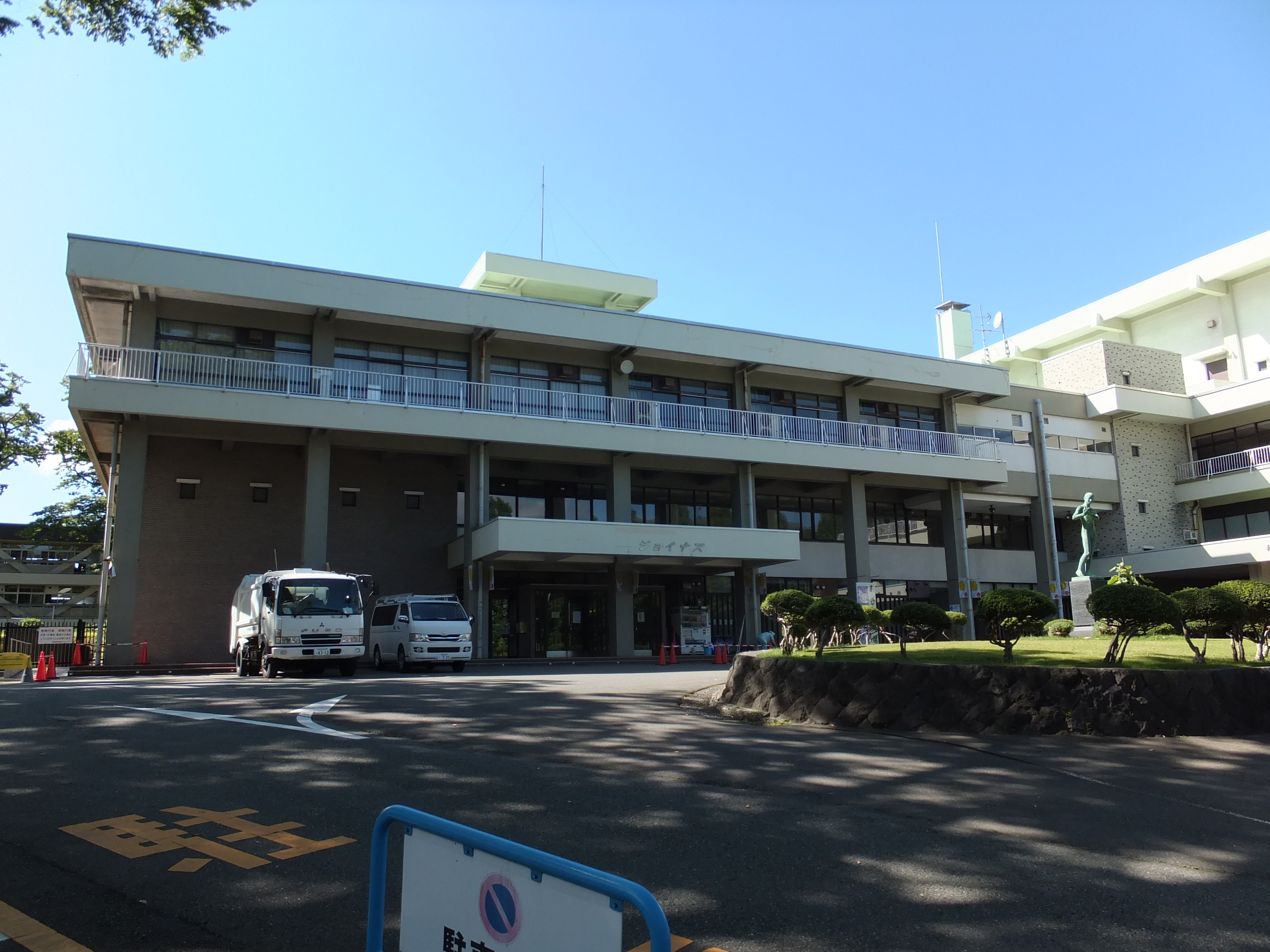
秋田県民会館分館「ジョイナス」

第16回国民体育大会開会に先立ち、1961年（昭和36年）に開館。県内最大の座席数を誇り、コンサート・演劇・講演会・各種大会等に使用されていた。
所在地は江戸時代に久保田藩の重臣である渋江氏の屋敷がおかれていた土地で、明治に入ってから久保田藩庁、官立病院、伝習学校などを経て、1904年（明治37年）に秋田県公会堂が開設された。1918年（大正7年）4月29日に焼失して秋田県記念館の庭園となった後、1950年（昭和25年）に秋田県児童会館が開館。1961年（昭和36年）、児童会館が移転した跡地に「秋田県民会館」が開館した。
隣接するジョイナスを分館として管理していた。こちらは1918年（大正7年）10月31日に開館し秋田県記念館が解体された跡地へ、県民会館と同じ1961年（昭和36年）に開設された秋田県立図書館が前身で、同図書館が1993年（平成5年）11月に秋田市山王新町へ移転したため、改修を受けて秋田県生涯学習センター分館「ジョイナス」として使用されてきた（この経緯から施設は県教育庁生涯学習課が所管）。しかし、秋田県民会館とのより一体的かつ効率的な運用を図るため、2011年（平成23年）所管を県生活環境部県民文化政策課に移し、生涯学習センター分館から県民会館分館へと移行（愛称の「ジョイナス」はそのまま存置された）、一般財団法人秋田県総合公社が指定管理者として両施設を管理していた。また、同じく2011年から館長の公募制（任期2年）を採用した。
開館50周年記念事業として、2012年3月には東京都交響楽団による公演が、7月には松竹歌舞伎・近松座公演が行われた。
また、県民会館北東に隣接して、東海林太郎の記念碑があった。
2018年5月31日をもって閉館し、翌6月から解体作業が開始された。また分館「ジョイナス」も2018年5月末で閉館となった。跡地には後述する新文化施設が整備される。

## 新文化施設整備について
秋田県民会館と秋田市山王にある秋田市文化会館を統合して、新たに県と市が共同で文化施設を整備することになった。秋田県民会館（1961年開館）は築50年以上、秋田市文化会館（1980年開館）は築30年以上と老朽化が進み、また現施設では大がかりな舞台装置を必要とするオペラ等が実演できない等、ニーズに対応できないという問題を抱えていた。また、秋田県の人口減少が進む中で、県市共同で新文化施設を建設して機能の重複する施設を統合することを目的としており、新施設では客席数2,000席規模の高機能型ホールと、同800席規模の舞台芸術型ホールの2つのホールを核として、3,000人程度までの大会・会議に対応できる施設を目指すとした。2015年（平成27年）までに県市共同で基本計画検討委員会の会合が重ねられ、新施設は市街地への設置が適当であること、敷地面積が10,000平方メートルを超えることが望ましいこと等の指針が示された。建設予定地については「市街地」という表現のみで明言されてこなかったが、2015年9月1日、県民会館を解体し跡地に建設する方針が示された。
新型コロナウイルスの感染拡大と駐車場用地の地盤改良が原因で2度の工期延長が発生。
新施設の名称はあきた芸術劇場ミルハスとなり、2022年6月5日開館、同年9月23日グランドオープン。総事業費は約254億円となった。新施設の整備により秋田県民会館は2018年に閉館となっているが、秋田市文化会館も2022年9月30日をもって閉館となる。

## 施設概要
- 大ホール	: 1,839席（1階席1,192席、2階席647席）
- 第1会議室	: 約12人収容
- 第2会議室	: 約12人収容
- 第3会議室	: 約12人収容
- 第4会議室	: 約17人収容
- 大会議室	: 約180人収容

## 周辺
- 千秋公園
- 秋田市立中央図書館明徳館
- 秋田令和高等学校（旧・秋田和洋女子高等学校）
- 学校法人敬愛学園国学館高等学校
- エリアなかいち
  - 秋田県立美術館 平野政吉コレクション
- 秋田県立秋田明徳館高等学校
- 秋田なまはげ農業協同組合本部機構

## 交通アクセス
- JR秋田駅西口より徒歩10分
  - 秋田中央交通・千秋公園入口バス停より徒歩約3分、千秋久保田町バス停から徒歩6分